# Atethmia nigropicta
Atethmia nigropicta là một loài bướm đêm trong họ Noctuidae.